# Rudolf Zelinka
Rudolf Zelinka (16. ledna 1907 Turnov – 19. května 1965 Praha) byl český matematik a učitel.

## Život
Rudolf Zelinka studoval na reálce v Ječné ulici v Praze a na reálce v Mladé Boleslavi. V roce 1930 ukončil studium na Přírodovědecké fakultě Univerzity Karlovy, kde získal aprobaci pro matematiku a deskriptivní geometrii. Učil na měšťanských a středních školách v Horní Olešné u Šumperka, v Praze, v Jičíně, v Brandýse nad Labem a od roku 1942 opět v Praze. V letech 1950 až 1965 byl vědeckým pracovníkem a později zástupcem ředitele Matematického ústavu Československé akademie věd. Podílel se na organizaci matematických olympiád – byl jedním z jejich zakladatelů nejen v Čechách, ale i na mezinárodní úrovni.
Byl autorem učebnic matematiky pro střední školy a redaktorem časopisu Matematika ve škole.